# Ca l'Obert
Ca l'Obert és un molí hidràulic que pertany al veïnat de Bevià, al terme de Madremanya (el Gironès), en el que trobem d'altres exemples de molí. S'alça sobre planta rectangular amb murs paredats. L'accés a l'antic molí no és possible perquè s'ha endinsat en el paisatge, de manera que les restes queden sotmeses a la força de la vegetació i al conjunt del pendent. Veiem també les restes de l'antiga bassa en el seu emplaçament cobert actualment de vegetació. Trobem exemples de pedra de mola pels vols.